# Pulau Banyak
Pulau Banyak (indonez. Kecamatan Pulau Banyak) – kecamatan w kabupatenie Aceh Singkil w okręgu specjalnym Aceh w Indonezji.
Kecamatan ten znajduje się na położonych nieopodal wybrzeża Sumatry wyspach archipelagu Banyak, w tym: Pulau Palambakbesar, Pulau Palambakkecil, Pulau Rangitbesar, Pulau Rangitkecil, Pulau Tambarat i Pulau Ujung Batu. Graniczy z kecamatanami: od zachodu z Teluk Dalam, od południa z Teupah Barat, a od wschodu z Teupah Selatan.
W 2019 roku kecamatan ten zamieszkiwało 4610 osób. Mężczyzn było 2219, a kobiet 2391. W 2010 roku 5265 osób wyznawało islam, a 1301 chrześcijaństwo.
Znajdują się tutaj miejscowości: Pulau Baguk, Pulau Balai i Teluk Nibung.